# Liste des cours d'eau du Nouveau-Brunswick

Cours d'eau du Nouveau-Brunswick.

Voici une liste des principaux cours d'eau du Nouveau-Brunswick avec, si possible, leurs affluents :
- ruisseau Adams
- rivière Anagance
- rivière à l'Anguille
- ruisseau Armstrong
- rivière Aroostook
- rivière Barnaby
- rivière Bartholomew
- rivière Bartibog
- rivière Bass
- petite Rivière Bass
- rivière Bay du Vin
- rivière Becaguimec
- rivière Belledune
- rivière Benjamin
- rivière Big Forks
- rivière Big Salmon
- rivière Big Segovle
- rivière Black
- rivière Boland
- rivière Bouctouche
- rivière Bouctouche Sud
- petite Rivière Bouctouche
- ruisseau des Breau
- rivière de Burnt Church
- rivière de Burnt Church Nord
- rivière de Burnt Church Sud
- rivière des Caches
- rivière Cains
- rivière Canaan
- rivière Caraquet
- rivière Charlo
- rivière Charlo Sud
- ruisseau Cherry
- rivière Coal
- rivière Cocagne
- ruisseau Cowans
- rivière des Crocs
- rivière Digdeguash
- rivière Dungarvon
- rivière East Sabbies
- grande Rivière Eskedelloc
- petite Rivière Eskedelloc
- rivière Falls
- ruisseau Flemming
- rivière Forks
- rivière Forty Mile
- rivière Forty Four Mile
- rivière Gasperau
- ruisseau Gaspereau
- rivière Gounamitz
- Branche Nord de la rivière Gounamitz
- Branche Ouest de la rivière Gounamitz
- grande Rivière, Nouveau Brunswick
- ruisseau Grants
- rivière Grog
- rivière Guiquac
- ruisseau Halls
- rivière Hammond
- ruisseau Innishannon
- rivière Iroquois (fleuve Saint-Jean)
- petite rivière Iroquois
- rivière Jacquet
- ruisseau Jonathan
- rivière Kedgwick
- rivière Kennebecasis
- rivière Keswick
- rivière Kouchibouguac
- rivière Kouchibouguasis
- rivière Lake
- rivière Lepreau
- rivière Little
- rivière Little Salmon
- ruisseau Lord et Foy
- rivière Madawaska
- rivière Magaguadavic
- ruisseau Maltempèque
- rivière Mamozekel
- rivière Meduxnekeag
- rivière Memramcook
- rivière Mésagouèche
- rivière Middle
- ruisseau du Milieu
- Millstream
- rivière Millstream
- rivière Miramichi
- rivière Musquash
- rivière Nackawic
- rivière Nashwaak
- fleuve Népisiguit
- moyenne Rivière Népisiguit
- petite Rivière Népisiguit
- rivière Nerepis
- rivière New
- rivière Nigadoo
- ruisseau du Nord
- rivière du Nord
- rivière North
- rivière Odell
- rivière Oromocto
- rivière Pabineau
- ruisseau Palmers
- rivière Patapédia
- rivière Peters
- rivière Petitcodiac
- ruisseau Pisiguit
- rivière Point Wolfe
- rivière Pokemouche
- rivière Pokemouche Sud
- rivière Pokeshaw
- rivière du Pôle Nord
- rivière Pollet
- rivière Popelogan
- rivière du Portage
- rivière Quisibis
- rivière Rimouski
- fleuve Ristigouche
- rivière Little Main Restigouche
- rivière Richibouctou
- rivière Right Two
- fleuve Saint-Jean
- rivière Saint-Simon
- fleuve Sainte-Croix
- rivière Salmon
- ruisseau Seal
- ruisseau Sewell
- rivière Serpentine
- ruisseau Six Mil
- ruisseau Stymiest Mill
- rivière Tabusintac
- rivière Tantramar
- rivière Taxis
- ruisseau Teagues
- rivière Tétagouche
- rivière Tétagouche Nord
- rivière Tétagouche Ouest
- rivière Tétagouche Sud
- rivière Tobique
- rivière Tomogonops
- grande Rivière Tracadie
- grande rivière Tracadie Sud
- petit Bras Sud de la Grande Rivière Tracadie
- rivière du Petit-Tracadie
- Rivière à la Truite (rivière Madawaska)
- Petite rivière à la Truite
- ruisseau à la Truite
- rivière Turtle
- rivière Upsalquitch
- rivière Upsalquitch Sud-Est
- rivière Upsalquitch Nord-Ouest
- petite rivière Upsalquitch Sud-Est
- rivière Verte
- ruisseau Walker
- rivière Waugh
- ruisseau Wilson